# BB Brunes (EP)
Pour les articles homonymes, voir BB Brunes.
 (octobre 2017).
Si vous disposez d'ouvrages ou d'articles de référence ou si vous connaissez des sites web de qualité traitant du thème abordé ici, merci de compléter l'article en donnant les références utiles à sa vérifiabilité et en les liant à la section « Notes et références ».
Albums de BB Brunes
Nico Teen Love
(2009) Long Courrier
(2013)
BB Brunes est un EP du groupe de rock français BB Brunes. Il est sorti sur le label Warner Music en 15 novembre 2010.

## Listes des pistes
Source : discogs.com
| No | Titre                                | Durée |
| -- | ------------------------------------ | ----- |
| 1. | Green Is The Word For Sun            | 2:56  |
| 2. | Casanova                             | 3:21  |
| 3. | Lady May Be                          | 3:49  |
| 4. | Battle Lost And Won                  | 3:16  |
| 5. | Taste Of A Baby                      | 3:14  |
| 6. | So Far So Long                       | 3:34  |
| 7. | Paradise Lost                        | 3:48  |
| 8. | For Ever And Ever And Ever Ever Ever | 3:44  |